# Verklaring (wetenschap)
Een verklaring in de wetenschap is een beschrijving van een verschijnsel in termen van oorzaak en gevolg alsmede de omstandigheden waaronder dat verschijnsel zich voordoet.  Vaak wordt daarbij teruggegrepen op regels en (natuur)wetten die al eerder als juiste verklaring van verschijnselen zijn aanvaard. 
De verklaring is een vorm van kennis, die voortbouwt op de beschrijving van de eigenschappen en karakteristieken van een verschijnsel. De verklaring geeft de mens inzicht in het verschijnsel en biedt de mogelijkheid te anticiperen op de gedragingen van het verschijnsel. 
De verklaring wordt, samen met de beschrijving en de voorspelling, als het belangrijkste doel van wetenschappelijke methode gezien. 